# Old Chap Tame
Old Chape Tame (né le 7 mai 2002 au haras de Tamerville, mort le 28 avril 2024 en Italie) est un cheval Selle français de robe alezane, monté en saut d'obstacles par les cavalières françaises Pénélope Leprévost et Eugénie Angot, avant d'être vendu à Jan Tops.
En parallèle de sa carrière sportive, il est étalon reproducteur, père notamment de Calgary Tame.

## Histoire
Old Chape Tame naît le 7 mai 2002, au haras de Tamerville géré par monsieur Brohier, situé à Saint-Côme-du-Mont dans le département de la Manche, en région Normandie, en France.
Il est entraîné au saut d'obstacles par Luca Biasini et Yoann Le Vot pendant son année de cinq ans, puis par Alexandre Saliba, Pénélope Leprévost et Stéphane Dufour durant son année de six ans.
Patrick Bizot l'acquiert ensuite et le confie à Eugénie Angot, qui est sa cavalière entre le début de l'année 2009 et la fin de l'année 2013, participant à de nombreuses épreuves en équipe de France de saut d'obstacles. L'étalon est ensuite vendu à Jan Tops, qui le confie à son épouse Edwina Tops-Alexander. En octobre 2015, Old Chap Tame est acquis par le cavalier saoudien Abdulrahman Alrajhi, qui le monte jusque mi-2017, de même que d'autres cavaliers saoudiens comme Khaled Abdoulaziz al-Eïd et Abdullah al-Sharbatly.
Sa fin de carrière sportive s'effectue avec le cavalier jordanien Ibrahim Hani Bisharat et la cavalière saoudienne Dalma Malhas. Il est vendu à la famille italienne Coata en 2017 après le concours de Montefalco au mois de mai.
Old Chap Tame est ensuite voué à la reproduction. Il retourne temporairement au haras de Circée en Normandie, car sa carrière de reproducteur est gérée par Juliette Mégret et Joris De Brabander,. Il meurt d'une hernie du diaphragme le 27 avril 2024 au haras italien de ses copropriétaires, la famille Coata.

## Description
Old Chap Tame est un étalon de robe alezane, inscrit au stud-book du Selle français. Il mesure 1,67 m.

## Palmarès

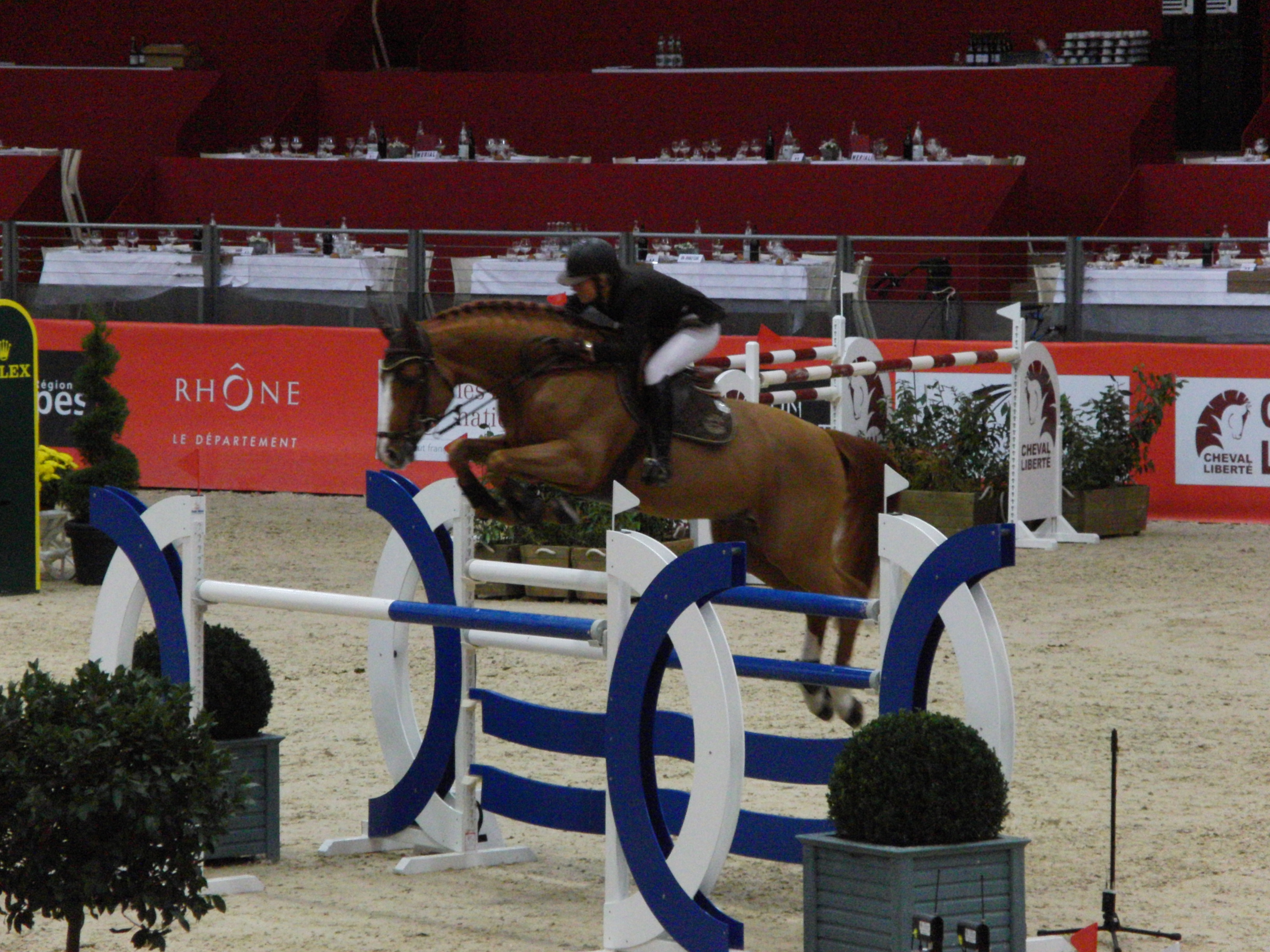
Old Chap Tame monté par Eugénie Angot au CSIW5* Prix Equidia d'Equita'Lyon en 2010.

Il atteint un indice de saut d'obstacles (ISO) de 175 en 2014,.
- 2011 : vice-champion de France de saut d'obstacles Pro Élite, avec Eugénie Angot[4] ;
- 2012 : vainqueur de la Coupe des nations au CHIO d'Aix-la-Chapelle, avec Eugénie Angot[3] ;

janvier 2015 : vainqueur de l'étape Coupe du monde du CSI 4*-W de Doha, avec Edwina Tops-Alexander.

## Origines
Il présente des origines franco-allemandes, puisque c'est un fils de l'étalon Holsteiner Carthago, sa mère Jécoute étant une jument française par Quidam de Revel,. Il présente 38 % d'origines Pur-sang, 26 % de Selle français et 19 % par le Holsteiner allemand.

## Descendance
Old Chap Tame est le père de 172 poulains.
Calgary Tame est considéré comme l'un de ses meilleurs fils,,.